# Lycée classique de Dschang
Le lycée classique de Dschang est un établissement public francophone, d'enseignement secondaire, fondé en 1960 et situé dans la ville de Dschang, préfecture du département de la Menoua, au Cameroun. Il est l'un des plus anciens du Cameroun.

## Classement
En 2007, le lycée classique était l'établissement public de la ville de Dschang affichant le plus fort taux de réussite au baccalauréat, et le deuxième plus fort taux de réussite de la ville tout établissement confondu. Au niveau national, son taux de réussite le classe généralement parmi les 70 meilleurs établissements (sur plus de 500 établissements classés) au sein du parmarès des collèges et lycées établi chaque année par l'Office du baccalauréat du Cameroun (OBC).

## Effectif et fonctionnement
L'établissement a un effectif d'environ 4 000 élèves pour une centaine de professeurs. En 2009, l'établissement comptait 3 844 élèves dont 2 036 filles et 1 808 garçons, 106 professeurs et 46 salles de cours.
Le lycée souffre, comme beaucoup d'établissements publics au Cameroun, d'un cruel manque de moyens matériels et financiers. Le nombre d'élèves par classe peut varier de 60 à 120 élèves, les élèves étant parfois obligés de partager à trois un seul banc, sans table pour écrire. Le lycée manque également de moyens pour l'achat de manuels scolaires; les élèves sont obligés de photocopier les pages à leur frais, voir de recopier les textes des ouvrages afin de pouvoir étudier.

## Anciens élèves célèbres
Plusieurs personnalités camerounaises et étrangères y ont fait leurs études secondaires. On compte parmi ses anciens élèves : 
- Landry N'Guemo, footballeur international évoluant à Bordeaux, en Ligue 1 française.
- Ernest Etchi, ancien footballeur international.

### Défis et perspectives
Comme beaucoup d’établissements publics au Cameroun, le Lycée Classique de Dschang fait face à des défis tels que la gestion des effectifs, l’amélioration des infrastructures, et l’intégration des nouvelles technologies dans l’enseignement. Toutefois, la direction travaille continuellement à moderniser l’établissement pour répondre aux attentes des élèves et des parents.